# Wallace Rock
Wallace Rock är en kulle i Antarktis. Den ligger i Västantarktis. Inget land gör anspråk på området. Toppen på Wallace Rock är 2 168 meter över havet.
Terrängen runt Wallace Rock är platt åt sydost, men åt nordväst är den kuperad. Trakten är obefolkad. Det finns inga samhällen i närheten.